# Wright Commander
De Wright Commander is een lagevloerbus met een lengte van 12 meter. Het busmodel werd in 2001 in samenwerking met Arriva plc ontwikkeld door de Britse busbouwer Wrightbus. De carrosserie werd gebouwd op een lichtgewicht SB200LF600 chassis van VDL Bus, en uitgerust met een motor van fabrikant Cummins.
Voor Arriva Nederland werden ook een aantal series van deze bussen gebouwd voor het openbaar vervoer in Friesland. De oorspronkelijk voor Engeland ontwikkelde bus werd speciaal voor Nederland aangepast. Zo werd er een in- en uitstapdeur aan de rechterkant van de bus gerealiseerd. De Engelse uitvoering had alleen een dubbele deur aan de linkerkant. Dit type is vervangen door de Wright Pulsar en Pulsar 2.
Voor de stadsdienst in Leeuwarden werd de kleinere Wright Cadet ontwikkeld. Tussen 2006 en 2008 verloor Arriva, met uitzondering van de Waddeneilanden, alle busconcessies in Friesland.
Veel Wright bussen uit de 5900-serie zijn in 2010 geëxporteerd naar Arriva's dochteronderneming TST in Portugal.. De overgebleven Wright bussen uit de 5900 worden anno 2012 niet meer ingezet.

## Uitvoeringen
| Serie     | Massa leeg voertuig | In dienst              | Status                                                                                    | Aantal | Bijzonderheden | Afbeelding |
| --------- | ------------------- | ---------------------- | ----------------------------------------------------------------------------------------- | ------ | --- | ---------- |
| 5928-5939 | 8.660 kg            | april 2002             | Geëxporteerd                                                                              | 12     | Ontwikkeld voor de stadsdienst Leeuwarden, met rechtsvoor een enkele rij zetels om het gangpad te verbreden voor een snellere reizigersdoorstroming. De deuren gaan naar binnen toe open. De zijruiten zijn gemonteerd in een rubberprofiel; dit geldt ook voor alle vervolgseries, behalve de serie 5971-5981. |            |
| 5941-5970 | 8.960 kg            | juli/augustus 2002     | Geëxporteerd                                                                              | 30     | Streekuitvoering met betere zetels en voorin aan beide zijden een dubbele rij zetels. De deuren zijn zwenk-/schuifdeuren, evenals in de vervolgseries. De 5957 is omgebouwd tot infobus en is niet geëxporteerd. |            |
| 5971-5981 | 9.300 kg            | november 2002          | Geëxporteerd                                                                              | 11     | De zogenoemde "Luxe Wrights". Oorspronkelijk bedoeld voor de sneldiensten in Zuidoost-Friesland (lijn 100 Heerenveen-Groningen, lijn 116 Drachten-Assen en lijn 126 Heerenveen-Oosterwolde), maar al snel verscheen de serie op alle lijnen binnen dit gebied. De stoelen hebben dikkere kussens en zijn voorzien van hogere rugleuningen. Een verschil met de vorige series is dat de zijruiten nu gelijmd zijn. |            |
| 5982-5999 | 9.200 kg            | november/december 2002 | Gedeeltelijk geëxporteerd / buiten dienst gesteld                                         | 18     | Deze serie heeft, net als de luxe wright, extra zetels op de wielkasten voor in de bus gemonteerd, waardoor een vierzits is ontstaan. |            |
| 6200-6301 | 9.120 kg            | 2003                   | Uit Dienst dec. 2015 veel via Womy geëxporteerd, 6200 en 6261 zijn als museumbus bewaard. | 102    | Oorspronkelijk inzetgebied: - 6200-6289: Drechtsteden, Alblasserwaard, Vijfheerenlanden. - 6290-6301: Groningen-Drenthe In 2007 ging Arriva ook de stadsdienst van Dordrecht rijden. Hierdoor verhuisde de serie 6290-6301 naar het DAV-gebied. Al snel bleek dat het interieur van deze bussen niet geschikt was voor een stadsdienst en werd besloten om deze serie te verbouwen. Ook de 6212, 6228, 6261, 6284, 6285 en 6287 werden aangepast. Het plateau achter de voorste wielkasten werd in deze bussen versmald en er werden diverse zitplaatsen verwijderd zodat er een ruimer gangpad ontstond en een tweede stabalkon. Alle stadsbussen (behalve de 6300 en 6301) verhuisden in september 2011 naar de stadsdienst Lelystad. De 6296 en 6297 kregen de speciale huisstijl van Lelystad. In september 2012 werden deze bussen vervangen door de Irisbus Crossway serie 6451-6464. In juni 2012 zijn de 6201, 6202, 6205, 6209, 6216, 6219, 6221, 6222, 6224, 6225, 6230, 6233, 6240, 6242, 6243, 6246, 6247, 6248, 6249, 6250, 6253, 6254, 6257, 6259, 6263, 6265, 6266, 6269, 6270, 6273, 6274, 6276, 6277, 6278, 6280, 6283, 6289 uit het DAV-gebied vervangen door Berkhof Ambassadors en Scania Omnlinks die eerder in de concessie Waterland reden. de 6265 rijdt tegenwoordig op de stadsdienst Dordrecht. Alle voormalige stadsbussen en in juni 2012 vervangen bussen worden sinds 9 december 2012 tot april 2013 ingezet in de concessie Noord- en Zuidwest-Friesland. Deze bussen zijn door VDL Bus Heerenveen opgeknapt. |            |

De luxe Wrights en enkele bussen uit de serie 5941-5970 kregen tijdens de inbouwing van het OV-chipkaartsysteem in 2006, aan de rechterzijkant een extra display (type postkantoorteller) ingebouwd, waarop het lijnnummer te zien is. Aanvankelijk bevatte deze serie ook nog een bagagerek aan de rechterkant, maar dit is later verwijderd. Dit geldt ook voor diverse bussen in de vervolgseries. Het bagagerek werd als hinderlijk ervaren t.o.v. de extra zitplaatsen boven de wielkasten. In de serie voorafgaand aan de luxe Wrightbussen (waarbij deze extra zitplaatsen er niet zijn) blijven de bagagerekken wel zitten.